# Río Cuilco
Der Río Cuilco ist ein ca. 160 km langer Fluss in den Staaten Guatemala und Mexiko in Mittelamerika; sein Einzugsgebiet (cuenca) umfasst ca. 2500 km², davon 2274 in Guatemala.

## Verlauf
Der Río Cuilco entsteht aus dem Zusammenfluss mehrerer Quellflüsse in der Sierra Madre de Chiapas bei der Ortschaft Cajolá. Von dort fließt er in nordwestlicher Richtung, bis er in den hauptsächlich vom Río Grijalva gespeisten Stausee La Angostura mündet. Seine Wasser gelangen über den Río Grijalva bis in den Golf von Mexiko.